# Arctia ursula
Arctia ursula är en fjärilsart som beskrevs av O. Schultz 1904. Arctia ursula ingår i släktet Arctia och familjen björnspinnare. Inga underarter finns listade i Catalogue of Life.